# Кузьмич, Александр Петрович
Александр Петрович Кузьмич (псевдоним  А. Кузмич) (1806—1868) — русский писатель. Писал на русском языке, большинство произведений посвятил украинской исторической тематике. 

## Биография
Родился в 1806 году. В 1826 году окончил Харьковский университет.
В 1843 году опубликовал роман «Казаки» (в 2-х частях), в котором изобразил события начала XVIII века, которые происходили с участием казаков. В 1844 году опубликовал рассказ «Набег в степи» об опустошительном нападение татар на украинские земли и о борьбе с татарами запорожцев. В 1846 году напечатал роман о жизни, военной и политической деятельности Б. Хмельницкого — «Зиновий-Богдан Хмельницкий». В отличие от предыдущих исторических произведений, в которых Кузьмич пытался быть реалистом, роман о Хмельницком содержит немало авантюрно-приключенческих элементов. В 1849 году под влиянием Тараса Шевченко написал повесть «Последние потомки гайдамаков» (в ней использованы сюжет думы «Побег трёх братьев из города Азова, из турецкой неволи»).
Умер в 1868 году.